# Владыкинское кладбище
Владыкинское кладбище расположено в Северо-Восточном административном округе города Москвы.
Кладбище основано в 1859 году и получило своё название от бывшего села Владыкино. Тогда же был освящён храм Рождества Пресвятой Богородицы, полностью перестроенный архитектором А. Ф. Ярошевским на деньги купца Г. М. Толоконникова. В северной части кладбища в 1913 году по проекту архитектора С. М. Ильинского была выстроена каменная часовня, сохранившаяся до наших дней.

## Известные люди, похороненные на Владыкинском кладбище
См. также: Похороненные на Владыкинском кладбище
- Матрона Анемнясевская (1864—1936), святая Русской Православной Церкви. При сносе части погоста могила перенесена на Долгопрудненское кладбище.
- Ванин, Алексей Захарович (1925—2012), советский актёр театра и кино. Заслуженный артист Российской Федерации (1998). Ветеран Великой Отечественной войны[1].
- Горячкин, Василий Прохорович — академик ВАСХНИЛ, учёный в области сельскохозяйственных машин, его имя носил Московский агроинженерный университет.
- Графф, Виктор Егорович (1819—1867), российский лесовод.
- Дурова, Тереза Васильевна (1926—2012), советская и российская артистка цирка, народная артистка РСФСР[2].
- Ермолова, Мария Николаевна (1853—1928), русская актриса. Прах в 1971 году был перезахоронен на Новодевичьем кладбище.
- Ильенков, Павел Антонович  (1821—1877), русский химик-технолог[3].
- Красильников, Олег Владимирович (1950—2011), советский учёный-биофизик, профессор.
- Матюхин, Гавриил Иванович (1880—1956), матрос 1-й статьи, крейсер «Громобой». Кавалер Георгиевского креста. Награждён за бой в Корейском проливе против 3-го Японского боевого отряда из 4 броненосных и 2 бронепалубных крейсеров под командованием вице-адмирала Хиконодзё Камимуры.